# Lista över offentlig konst i Landskrona kommun
Lista över offentlig konst i Landskrona kommun är en ofullständig förteckning över utomhusplacerad offentlig konst i Landskrona kommun.

## Centrala Landskrona
| Titel                                                  | Konstnär(er)                     | Årtal   | Beskrivning | Typ - material                                                           | Plats Koordinater                                                                   | Bild                                 |
| ------------------------------------------------------ | -------------------------------- | ------- | --- | ------------------------------------------------------------------------ | ----------------------------------------------------------------------------------- | ------------------------------------ |
| Tupp i smide                                           | Erik Höglund                     | 1963    | | järnsmide                                                                | Öresundsparken koordinater saknas                                                   |                                      |
| Rum i rummet                                           | Lars Spaak                       | 1980    | | brons                                                                    | kvarteret Drottningen koordinater saknas                                            |                                      |
| Camille assisse Även känd som: Modern                  | Willy Gordon                     |         | | brons                                                                    | kvarteret Tornet koordinater saknas                                                 |                                      |
| Oändlig framtid                                        | Ulla Viotti                      |         | | tegel                                                                    | Rockadens lilla torg, Västra Fäladen koordinater saknas                             |                                      |
| Borstahusgumman                                        | Lena Lervik                      | 1994    | | brons                                                                    | Strandvägen koordinater saknas                                                      | Borstahusgumman                      |
| Gymnastikflickan                                       | Sten Faste                       | 1963    | | brons                                                                    | vid idrottshallen koordinater saknas                                                |                                      |
| Karlslundstorget                                       | Monika Gora Inge Stoltz          |         | Rör av glasfiber med hölje av kopparplåt i fontänen, klot i glasfiberarmerad polyesterplast samt lejon i keramiskt material | helhetsgestaltning - glasfiberarmerd polyesterplast, keramik, kopparplåt | Karlslundstorget (tidigare Pilängstorget) koordinater saknas                        |                                      |
| 1-0                                                    | Thure Thörn                      | 1970    | | brons på postament av röd granit                                         | Sandvången, vid rondellen Ringvägen/Löpargatan/Hälsingborgsvägen koordinater saknas |                                      |
| Brunn                                                  | Eiler Græbe                      | 1950    | | granit                                                                   | Nya begravningsplatsen, centralplatsen koordinater saknas                           |                                      |
| Sjöfartsmonumentet                                     | Anders Olsson                    | 1943    | | granit                                                                   | Nya begravningsplatsen koordinater saknas                                           |                                      |
| Kring Gunnaren                                         | Lennart Jönsson                  |         | | brännlackerad smide                                                      | Norra Infartsvägen/Fågelvägen koordinater saknas                                    |                                      |
| Maj                                                    | Emil Näsvall                     | 1951    | | brons                                                                    | kvarteret Svarvaren (mot Larviplan) i Norregården koordinater saknas                |                                      |
| Nymphaea                                               | Bengt Berglund                   | 2000    | | målat stål                                                               | rondellen vid nya järnvägsstationen 55.87883, 12.85407                              |                                      |
| Mor och barn                                           | Harald Isenstein                 | 1959    | | brons                                                                    | Lasarettets gamla huvudentré koordinater saknas                                     |                                      |
| Debutanterna                                           | Jonas Fröding                    | 1954    | | brons                                                                    | Gustaf Adolfskolan koordinater saknas                                               |                                      |
| Fostran                                                | Knut Erik Lindberg               | 1953    | | ekebergsmarmor                                                           | Seminiarieskolans gård koordinater saknas                                           |                                      |
| Delfin                                                 | Svante Olsson                    | 1939    | | sandsten                                                                 | Hantverkargatan/S:t Olovsgatan koordinater saknas                                   |                                      |
| Ta fatt                                                | Axel Olsson                      | 1974    | | brons                                                                    | kvarteret Gripen, innergården koordinater saknas                                    |                                      |
| Fontän                                                 | Alfred Arwidius                  | 1913    | | kalksten                                                                 | Badhusparken (Gamla Varmbadhuset) koordinater saknas                                | Ladda upp en bild av detta konstverk |
| Solbad                                                 | Anders Olsson                    | 1929    | | brons                                                                    | Strandpaviljongen koordinater saknas                                                |                                      |
| Ljustopp                                               | Monika Gora                      |         | Perforerad plåt i två lager med ljuskälla i botten                                                                          | perforerad plåt, ljus                                                    | torget framför Stadsbiblioteket, gamla brandstationen koordinater saknas            |                                      |
| Kråkbrunnen och kråkbänken                             | Anders Olsson                    | 1915    | | granit                                                                   | Dammhagsskolan koordinater saknas                                                   |                                      |
| Flicka med slöja                                       | Åke Jönsson                      | 1955    | | brons                                                                    | Teaterparken koordinater saknas                                                     | Flicka med slöja                     |
| Båten, färden och vinden                               | Lennart Jönsson                  | 1993    | | brännlackerat smide                                                      | Norra Kyrkogatan, Kung Karls varv (vid Sofia Albertina kyrka) koordinater saknas    |                                      |
| Västanvind                                             | Anders Olsson                    | 1929    | | fontän - brons                                                           | Rådhustorget 55.87032, 12.83011                                                     | Västanvind                           |
| Fontän med tre lekande putti                           | Okänd                            | 1904    | | fontän - zink                                                            | Teaterparken 55.86901, 12.83274                                                     | Fontän med tre lekande putti         |
| Brunn                                                  | Frans Ekelund                    | 1910    | | granit                                                                   | innergård bakom Rådhuset koordinater saknas                                         |                                      |
| Marmormosaik Även känd som: Marmormosaik på Sylvas bro | Anders Olsson                    | 1930-35 | | marmor                                                                   | viadukten över Selma Lagerlöfs väg koordinater saknas                               |                                      |
| 33 lågor                                               | Börje Lindberg                   | 1997    | | varmgalvaniserat fyrkantsjärn                                            | Rondellen Österleden/Regeringsgatan (Österportsrondellen) 55.87011, 12.83596        |                                      |
| Gosse med snäcka                                       | Ivar Johnsson                    | 1948    | | koppar                                                                   | Järnvägsparken koordinater saknas                                                   |                                      |
| Två ekorrar och ett ufo                                | P.O. Persson                     |         | | diabas, brons, rostfritt stål, betong                                    | hörnet Trädgårdsgatan/Norra Långgatan koordinater saknas                            |                                      |
| Havsbris                                               | Anja Rockborn och Helena Jeppson | 2005    | | metall                                                                   | rondell, Södra infarten koordinater saknas                                          |                                      |
| Selma Lagerlöf                                         | Jonas Högström                   |         | staty över Selma Lagerlöf                                                                                                   | brons                                                                    | koordinater saknas                                                                  | Selma Lagerlöf                       |
| Karl XI                                                | Ivar Johnsson                    | 1932    | | staty - Brons, granit                                                    | Bastion Landskrona, Citadellet koordinater saknas                                   |                                      |

## Kaptensgårdens skulpturpark
| Titel                | Konstnär(er)           | Årtal | Beskrivning | Typ - material               | Plats Koordinater                      | Bild                 |
| -------------------- | ---------------------- | ----- | ----------- | ---------------------------- | -------------------------------------- | -------------------- |
| Omphalos Phialis     | Marie Lindström        |       |             | röd bohusgranit              | koordinater saknas                     |                      |
| Den hårda stenen     | Annika Wide            |       |             | granit                       | koordinater saknas                     |                      |
| En plats för drömmar | Ulla Viotti            |       |             | tegel och gräs               | koordinater saknas                     | En plats för drömmar |
| Jag älskar dig…      | Marie Lindström        |       |             | röd bohusgranit              | koordinater saknas                     |                      |
| Byggnation           | Marja Sikström         |       |             | diabas                       | koordinater saknas                     |                      |
| Oxymoron             | Acke Hydén             |       |             | granit, betong               | koordinater saknas                     | Oxymoron             |
| Den södra porten     | Claes Hake             |       |             | grå bohusgranit              | koordinater saknas                     |                      |
| Sektorns mekanik     | Bertil Herlow Svensson |       |             | metall                       | koordinater saknas                     |                      |
| Hon och han          | Jan Janczak            |       |             | brons, flammad granit        | koordinater saknas                     | Hon och han          |
| Tankens kraft        | Bie Norling            |       |             | brons                        | koordinater saknas                     | Tankens kraft        |
| Kropp och havssnäcka | Staffan Nihlén         |       |             | marmor (Rosso di Portogallo) | koordinater saknas                     |                      |
| Vattenbärare         | Lena Olsson            |       |             | cortenstål, stengods         | koordinater saknas                     |                      |
| Primitive shoes      | Kaj Engström           |       |             | segjärn                      | koordinater saknas                     |                      |
| Venus                | Lena Lervik            |       |             | brons                        | koordinater saknas                     | Venus                |
| Strykjärnet          | Hiroshi Koyama         |       |             | granit                       | koordinater saknas                     | Strykjärnet          |
| Back to the Age      | Lone Larsen            |       |             | granit                       | koordinater saknas                     | Back to the Age      |
| Vakare               | Lena Cedergren         |       |             | brons och stengods           | koordinater saknas                     |                      |
| Mandon               | Britt Ignell           |       |             | betong                       | Konsthallens trappa koordinater saknas |                      |
| Vattenhjul           | Pål Svensson           |       |             | röd vångagranit              | koordinater saknas                     | Vattenhjul           |
| Ljusfångare          | Christian von Sydow    |       |             | gjutet glas, betong          | koordinater saknas                     |                      |

## Ven
| Titel       | Konstnär(er)  | Årtal | Beskrivning | Typ - material | Plats Koordinater                  | Bild        |
| ----------- | ------------- | ----- | ----------- | -------------- | ---------------------------------- | ----------- |
| Tycho Brahe | Ivar Johnsson | 1946  |             |                | Vid Stjärneborg koordinater saknas | Tycho Brahe |